# Saunier Duval (equipo ciclista)
El Saunier Duval fue un equipo ciclista español que en su última etapa contaba con sede central en Hoznayo, Cantabria. Su mánager general era Mauro Gianetti. El director deportivo principal era Joxean Fernández "Matxín", auxiliado por Sabino Angoitia.
Corrió en la categoría UCI WorldTeam.
A partir de 2008 cambió de nombre en diversas ocasiones (Scott-American Beef, Footon-Servetto y Fuji-Servetto), hasta llegar a la denominación de Geox-TMC, con la que el equipo logró su victoria más destacada justo antes de desaparecer: el triunfo de Juanjo Cobo en la clasificación general de la Vuelta a España 2011, aunque finalmente se invalidaría la victoria por irregularidades en el pasaporte biológico de dicho corredor, pero se mantendría la victoria en la Clasificación por equipos.

## Historia del equipo

### Saunier Duval
El equipo se fundó en 2004. Por sus filas han pasado grandes ciclistas como Leonardo Piepoli, Fabian Jeker, Andrea Tafi, José Ángel Gómez Marchante, Joseba Beloki, David Millar, Gilberto Simoni, Riccardo Riccò, Iban Mayo e incluso individualmente al paralímpico Javier Otxoa.

#### 2006
En el año 2006 participó en el calendario del UCI ProTour, y que agrupa a los 20 mejores equipos del mundo, y las mejores competiciones. Quedó clasificado en 9.ª posición, con 268 puntos. En la clasificación de corredores, el ciclista mejor clasificado del equipo fue José Ángel Gómez Marchante en el 23.er puesto, con 97 puntos.
Además, logró un total de 15 victorias, destacando las 2 de Leonardo Piepoli en el Giro de Italia, las de Francisco Ventoso y David Millar en la Vuelta a España.
Así mismo, las victorias ProTour logradas en el Tour de Suiza por Koldo Gil, la etapa y clasificación general de la Vuelta al País Vasco de José Ángel Gómez Marchante y la victoria lograda en la Volta a Cataluña por David Cañada. Destacan también las dos etapas y clasificación general en la Euskal Bizikleta de Koldo Gil y el campeonato nacional de Polonia en contra-reloj de Peter Mazur.

#### 2007
El principal fichaje para la nueva temporada fue el de Iban Mayo, procedente del Euskaltel-Euskadi.
En el año 2007 participó nuevamente en el calendario del UCI ProTour. Quedó clasificado en 6.ª posición, con 306 puntos. En la clasificación de corredores, el ciclista mejor clasificado del equipo fue Riccardo Riccò en el 15.º puesto, con 111 puntos.
Además, logró un total de 29 victorias, destacando las 4 en el Giro de Italia (Leonardo Piepoli, Riccardo Riccò, Gilberto Simoni e Iban Mayo), y la de Leonardo Piepoli en la Vuelta a España. Asimismo, cabe señalar las victorias ProTour logradas en la París-Niza por David Millar, las 2 etapas de la Tirreno-Adriático de Riccardo Riccò, las 2 etapas y la clasificación general de la Vuelta al País Vasco de Juanjo Cobo y la etapa en el Tour del Benelux de Luciano Pagliarini.
Destacan también las 3 etapas en la Vuelta a Castilla y León de Francisco Ventoso, la Subida al Naranco de Koldo Gil, las etapas en la Euskal Bizikleta y en la Vuelta a Asturias de Alberto Fernández y la clasificación general también de la Vuelta a Asturias de Koldo Gil, además de los campeonatos nacionales de Gran Bretaña en contrarreloj y en ruta de David Millar, y el de contra-reloj de Letonia de Raivis Belohvoščiks.
Iban Mayo dio positivo por EPO en el Tour de Francia.

#### 2008

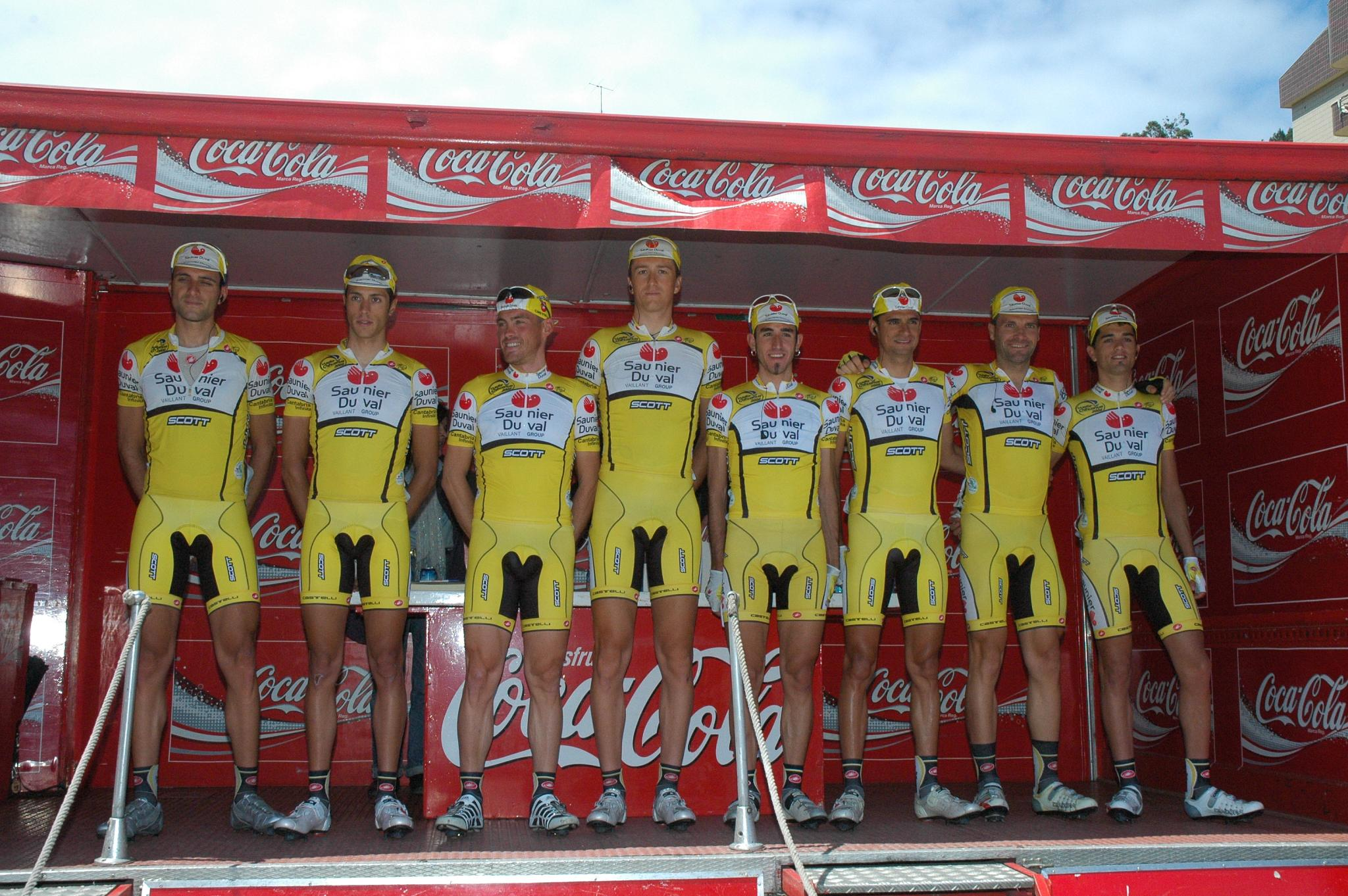
La formación del equipo Saunier Duval en la Euskal Bizikleta 2008.

En el año 2008 participó nuevamente en el calendario del UCI ProTour. Quedó clasificado en 5.ª posición, con 177 puntos. En la clasificación de corredores, el ciclista mejor clasificado del equipo fue Josep Jufré en el 42.º puesto, con 30 puntos.
Además, logró un total de 14 victorias, destacando las 2 en el Giro de Italia de Riccardo Riccò, antes de dar positivo. Así mismo, cabe señalar las victorias ProTour, la victoria de etapa en el Tour del Benelux de Raivis Belohvoščiks y la etapa de David De la Fuente en la Vuelta a Alemania. Destacan también la victoria de etapa y de la Clasificación General de la Euskal Bizikleta de Eros Capecchi, la etapa de la Vuelta a Portugal de Juanjo Cobo, la etapa de la Vuelta a Andalucía de Denis Flahaut y la etapa de la Vuelta a Burgos de Juanjo Cobo, además del campeonato nacional de contrarreloj de Letonia de Raivis Belohvoščiks.
La campaña 2008 fue en la que obtuvo su mejor resultado en la general de una de las tres grandes vueltas de tres semanas del calendario ciclista, merced al segundo puesto de Riccardo Riccò en la clasificación general del Giro de Italia, solo por detrás de Alberto Contador, corredor del Astana que venía de ganar el Tour de Francia 2007.
Sin embargo, la temporada 2008 del equipo estuvo marcada por el doble positivo de Riccardo Riccò y Leonardo Piepoli en el Tour de Francia 2008, que motivó el cambio de nombre a Scott-American Beef en la segunda parte del año, poniendo asimismo en riesgo la continuidad del equipo.

##### Dopaje deRiccòyPiepolien elTour
Durante las primeras etapas del Tour, el equipo fue protagonista de la carrera gracias a tres victorias de etapa: Riccardo Riccò con dos etapas (la sexta etapa, finalizada en Super Besse y la novena etapa, finalizada en Bagnères-de-Bigorre, en esta última tras un poderoso ataque en el Col d´Aspin que le permitió llegar a meta en solitario) y Leonardo Piepoli con una (la décima etapa, finalizada en Hautacam), logrando un doblete junto a su compañero Cobo). Sin embargo, el 17 de julio se conoció que Riccò había dado positivo por CERA su muestra de orina en el control antidopaje que se le había realizado en la cuarta etapa, la contrarreloj individual de Cholet. Por este motivo, Riccò, líder del equipo con dos victorias de etapa y séptimo en la general (a 2:29 del líder), fue arrestado por la gendarmería francesa. El equipo Saunier Duval-Scott decidió retirarse en pleno del Tour, y al día siguiente Riccò fue despedido de la escuadra, al igual que su compañero de habitación Leonardo Piepoli, aunque este no había dado positivo.
En un primer momento, Riccò negó las acusaciones de dopaje, aunque finalmente terminó admitiendo que había tomado CERA sin conocimiento de su equipo; además, renunció al contraanálisis, quedando a partir de entonces a la espera de las posibles sanciones (deportivas y penales, sobre la base de la nueva legislación antidopaje vigente en Francia).
Piepoli fue expulsado del equipo debido a una "pérdida de confianza" y un "incumplimiento del código ético del equipo", según palabras de los dirigentes de la escuadra. Sin embargo, la razón de dicho despido se debió a que el ciclista había confesado a su director Joxean Fernández "Matxín" que él también se había dopado con el mismo producto que Riccò; sin embargo, su director no lo hizo público, y al no ser hallada la CERA en el análisis de orina, Piepoli negó públicamente haberse dopado y se negó a declarar ante el Comité Olímpico Nacional Italiano (CONI) el 31 de julio, cuando fue citado como testigo en el juicio de dicho organismo a su compañero Riccò.
Durante unos días, el equipo corrió riesgo de desaparecer debido a las declaraciones de importantes ejecutivos de la empresa Saunier Duval (principal patrocinador del equipo desde su fundación), que deseaban rescindir el patrocinio del equipo tras el reciente escándalo de dopaje protagonizado por el líder del equipo ciclista. A pesar de que Riccò exculpó a la formación de su dopaje, finalmente el 23 de julio la empresa Saunier Duval decidió desligarse del equipo, dando por terminado su patrocinio con efectos inmediatos (y quedando la escuadra por tanto sin patrocinador principal). Sin embargo, el segundo patrocinador hasta entonces, Scott (fabricante de bicicletas), decidió quedarse en el equipo. Unos días más tarde, la escuadra anunció que Scott y el nuevo patrocinador American Beef eran a partir de entonces los máximos patrocinadores del equipo, que pasó a llamarse por tanto Scott-American Beef.
El 6 de octubre, gracias a una nueva técnica antiCERA que permite detectar la CERA en la sangre, se hizo público que Piepoli había dado positivo por CERA en dos ocasiones en el Tour de Francia 2008, concretamente en las muestras sanguíneas que le fueron tomadas en Brest (antes del inicio de la carrera) y en la etapa con final en Toulouse (apenas dos días antes de su victoria en Hautacam). Por lo tanto, aumentaba a dos (Riccò y Piepoli) el número de ciclistas del extinto Saunier Duval-Scott que habían dado positivo por CERA en el Tour de Francia 2008.

##### Scott-American Beef

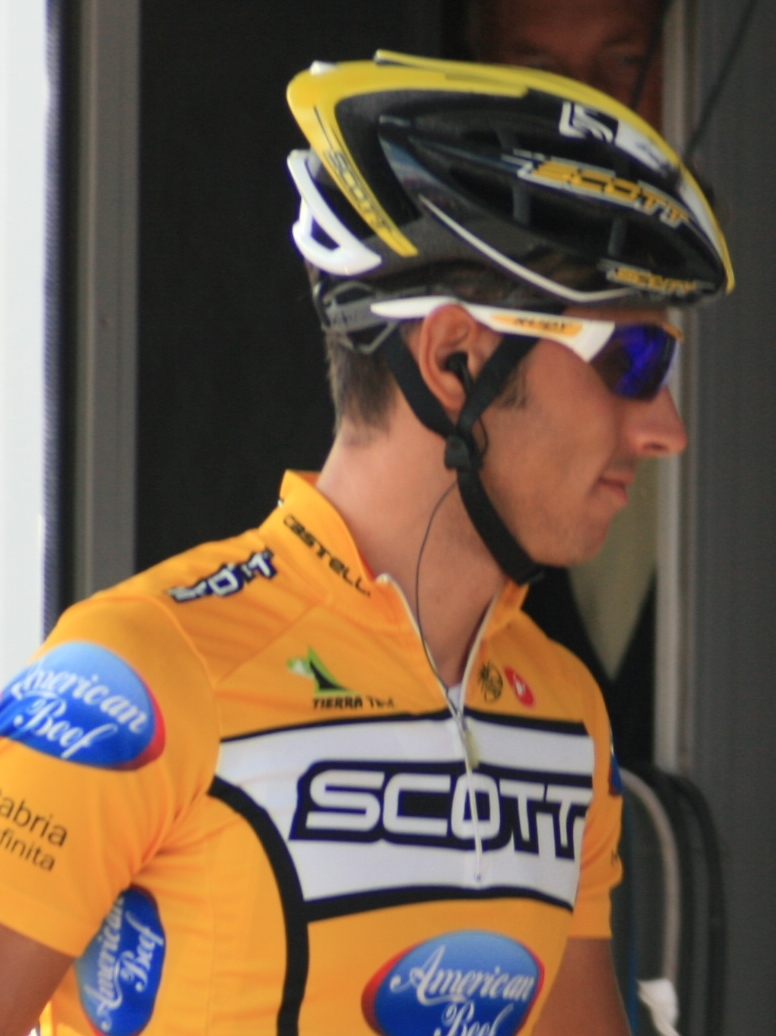
Eros Capecchi, con el maillot del Scott-American Beef.

Tras un parón obligado por estos sucesos, y ya como Scott-American Beef, el equipo volvió a la competición en el primer fin de semana de agosto: el sábado disputó la Clásica de San Sebastián, y el domingo la Subida a Urkiola (en la que Cobo fue segundo).
La organización de la Vuelta a España excluyó al equipo Scott-American Beef de su edición del año 2008 por el escándalo de dopaje de Riccò, anunciando también que no se invitaría a otro equipo para suplir dicha vacante.
Después de que el patrocinador principal Scott decidiera no continuar en el equipo (para pasar al Columbia en 2009), en octubre Mauro Gianetti anunció, sin decir el nombre de la compañía, la llegada de un patrocinador italiano de cara a la temporada 2009 que aseguraría la continuidad del equipo (conservando además su licencia UCI ProTour) y la llegada de Álvaro Crespi como nuevo mánager general, mientras que Matxín avanzó la posible contratación del veterano ciclista italiano Davide Rebellin
(que quedaba libre al desaparecer su hasta entonces equipo, el Gerolsteiner) como nuevo líder de la escuadra. No obstante, dicha empresa decidió dar marcha atrás y Rebellin
anunció su fichaje por el equipo Diquigiovanni, por lo que la supervivencia de la formación quedó supeditada a las negociaciones para lograr un nuevo patrocinador.
El 20 de noviembre, último día de plazo, la escuadra se inscribió como equipo UCI ProTour para 2009 con el nombre GM Bikes (presentando además los avales correspondientes) a la espera de sellar un acuerdo de esponsorización. Poco después, se anunció que el equipo pasaba a llamarse Fuji-Servetto, al haber logrado un acuerdo de patrocinio con dichas empresas.

### Fuji-Servetto

#### 2009
En la temporada 2009 participó nuevamente en el calendario del UCI ProTour. La presentación del equipo Fuji-Servetto para dicha temporada se realizó el 5 de febrero en Cecina Mare (Italia), con los exciclistas Paolo Bettini y Davide Cassani como maestros de ceremonias.
El equipo no podrá disputar en 2009 ninguna carrera organizada por ASO (como la París-Niza o el Tour de Francia), debido al veto impuesto por la empresa organizadora tras los escándalos de dopaje protagonizados por corredores del equipo en las ediciones anteriores: Mayo en 2007 y sobre todo Riccò y Piepoli en 2008. ASO alegó como motivo que el equipo dañaba la imagen de la prueba, y el veto fue avalado por el TAS.
El equipo sí participará en la Tirreno-Adriático y la Milán-San Remo, después de que el TAS negara a la organizadora RCS (responsable asimismo del Giro de Italia) la posibilidad de vetar al equipo.

### Footon-Servetto

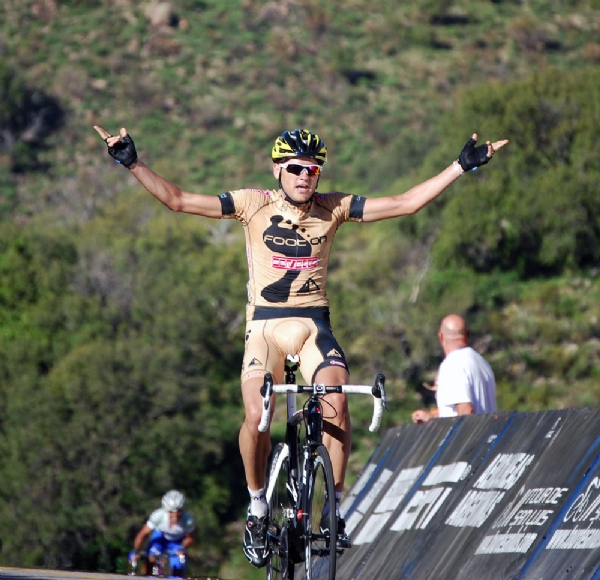
Rafael Valls con el maillot de Footon-Servetto, ganando en el Tour de San Luis.

#### 2010
Mediante un comunicado, el 20 de octubre de 2009, el equipo Fuji-Servetto pasó a llamarse Footon-Servetto debido a la entrada de la compañía suiza Footon como nuevo patrocinador principal.
El 18 de diciembre de 2009 se hizo público que AMPO, empresa que hasta la fecha copatrocinaba el equipo Contentpolis-AMPO, pasaría a patrocinar al equipo. Junto con el acuerdo se produjo la llegada al equipo de Aitor Pérez Arrieta. En esa misma fecha se anunció al incorporación del australiano Johnnie Walker, llegado de la cantera del Footon-Servetto, el Trasmiera-Fuji.
El plantel de la formación tuvo numerosos cambios en el invierno, con las bajas entre otros de Beñat Intxausti (a pesar de que tenía un año de contrato), David de la Fuente y Juanjo Cobo, aunque logró mantener a nombres como Eros Capecchi, José Alberto Benítez y Arkaitz Durán. La mayoría de incorporaciones se produjo de modestos equipos de categoría Continental Profesional o Continental, aunque entre las jóvenes incorporaciones destacaban Noé Gianetti (hijo del propietario del equipo y exciclista Mauro Gianetti) y Johnnie Walker (del filial).
Manuel Antonio Cardoso ganó una etapa en el Tour Down Under disputado en enero.
El equipo volvió al Tour de Francia, donde a pesar de no lograr una victoria de etapa tuvo presencia en carrera gracias a Rafael Valls.

### Team Geox-TMC

#### 2011
La empresa Geox pasó a ser el patrocinador principal a partir de 2011. Según La Gazzetta dello Sport ambas partes firmarían un acuerdo por cinco temporadas y 50 millones de euros en total, aunque finalmente se firmó por tres temporadas (hasta 2013). Una de las primeras figuras que contrató fue al ganador del Tour de Francia 2008 Carlos Sastre. Los responsables del equipo se mostraron confiados en sus posibilidades de atraer a algún otro ciclista de primer nivel, como Denis Menchov o Damiano Cunego. Menchov fue contratado, sin embargo, Cunego prefirió seguir en las filas del Lampre-ISD.
A pesar de la contratación de Sastre y Menchov, más otros corredores como David de la Fuente y Juanjo Cobo, el equipo perdió la categoría y debió recalificarse como Profesional Continental. Cinco equipos pugnaron por las últimas tres plazas a la máxima categoría para la temporada 2011: Euskaltel-Euskadi, Ag2r La Mondiale, QuickStep Cycling Team, Geox-TMC y Cofidis, le Crédit en Ligne siendo estos dos últimos los que quedaron fuera. Su director general Joxean Fernández "Matxín" se mostró sorprendido y decepcionado por la decisión de la UCI y preocupado por el futuro del equipo ya que para participar de las carreras del principal calendario internacional (el UCI WorldTour), dependería de las invitaciones de los organizadores de dichas carreras. Sobre todo pensando en el Giro de Italia y el Tour de Francia, pues la Vuelta a España era prácticamente un hecho que el equipo sería invitado.
El año no comenzó de buena manera para el equipo, ya que en enero se dio a conocer los 4 equipos que ASO invitaría al Tour de Francia 2011. Los organizadores decidieron para esa edición de la Grand Boucle, invitar a los 4 equipos franceses de la categoría Profesional Continental y a pesar de contar en sus filas con el ganador del Tour de Francia 2008 (Carlos Sastre) y el tercero en 2010 (Denis Menchov), estos no resultaron motivos suficientes para que fuera invitado, recibiendo el equipo un nuevo golpe tras el descenso de categoría.
Sí fue invitado al Giro de Italia 2011, ya que RCS Sports recibió autorización de la UCI para invitar a 5 equipos con motivo de la celebración de los 150 años de independencia de dicho país. En el Giro, el mejor resultado de etapas fue un 2.º puesto de Fabio Duarte en la 5.ª. Menchov fue el mejor ubicado en la clasificación general final en el 8.º lugar, mientras que por equipos culminó en la 5.ª plaza.

##### Victoria de Cobo en la Vuelta
La Vuelta a España fue el gran momento del equipo en la temporada, donde Juanjo Cobo fue el gran protagonista en las etapas 14.ª y 15ª, con finales en La Farrapona (2.º) y el Angliru (1.º), destronando en esas etapas al hasta ese momento líder, Bradley Wiggins y convirtiéndose en el nuevo jersey rojo de la carrera que logró mantener hasta el final con una ventaja de 13" sobre Chris Froome. En junio de 2019, Juanjo Cobo fue desposeído de su victoria en L'Angliru, que quedó desierta, de su victoria absoluta en la Vuelta a España 2011 y de la Clasificación de la Combinada, recayendo estas dos últimas en Chris Froome, por dopaje, al encontrase irregularidades en su pasaporte biológico. La clasificación por equipos, también fue para el Geox-TMC con más de 10 minutos de diferencia sobre el Leopard Trek, segundo clasificado.

### Fin del equipo
La victoria en la Vuelta a España hicieron crecer las esperanzas de que el equipo volviera a la máxima categoría. El 20 de octubre, vencía el plazo para presentar ante la UCI los contratos de los ciclistas para la temporada 2012 y la sociedad gestora del equipo, el Club Deportivo Bike Live realizó dicha tramitación. Pero la empresa Geox, no depositó los avales bancarios correspondientes y emitiendo un comunicado declaró que ponía fin al patrocinio del equipo ya que no consideraba estratégica su presencia en el ciclismo. El hecho tomó por sorpresa a todos, incluido al mismo ganador de la Vuelta a España, Juan José Cobo que 3 días antes había renovado el contrato la sociedad gestora. En otro comunicado emitido por Bike Live, se aseguró que se llevará el caso ante el TAS (Tribunal de Arbitraje Deportivo) y se demandaría a la empresa por incumplimiento del contrato.
A partir de ese momento, tanto Gianetti como Matxín, se embarcaron en una carrera contra el reloj para salvar al equipo antes de que vencieran los plazos y lograr permanecer por lo menos en la categoría Continental Profesional. Se contactaron con varias empresas, tanto de España como de Italia pero sin resultados positivos. Incluso llegaron a viajar a Venezuela y presentaron el proyecto de equipo al gobierno de dicho país, el cual fue visto con buenos ojos y mediante una carta del gobierno venezolano lograron aplazar la presentación de los avales ante la UCI, pero finalmente el proyecto fracasó.
El 5 de diciembre, la comisión de licencias de la UCI, mediante una carta comunicó al equipo que los plazos para presentar los avales habían vencido y no habría más prórrogas, con lo cual la estructura de Gianetti y Matxín desapareció en 2012.

## Corredor mejor clasificado en las Grandes Vueltas
| Año  | Giro de Italia      | Tour de Francia        | Vuelta a España                   |
| ---- | ------------------- | ---------------------- | --------------------------------- |
| 2004 | 16.º Rubén Lobato   | -                      | 27.º Leonardo Piepoli             |
| 2005 | 5.º Juanma Gárate   | 23.º Leonardo Piepoli  | 29.º Íñigo Cuesta                 |
| 2006 | 3.º Gilberto Simoni | 39.º Christophe Rinero | 5.º José Ángel Gómez Marchante    |
| 2007 | 4.º Gilberto Simoni | 15.º Iban Mayo         | 34.º Iker Camaño                  |
| 2008 | 2.º Riccardo Riccò  | Abandono               | -                                 |
| 2009 | 35.º Iker Camaño    | -                      | 24.ª David de la Fuente           |
| 2010 | 22.º Iban Mayoz     | 51.º Rafa Valls        | 73.º José Alberto Benítez         |
| 2011 | 7.º Denís Menshov   | -                      | 1.º Juanjo Cobo 5.º Denis Menchov |

## Equipos filiales

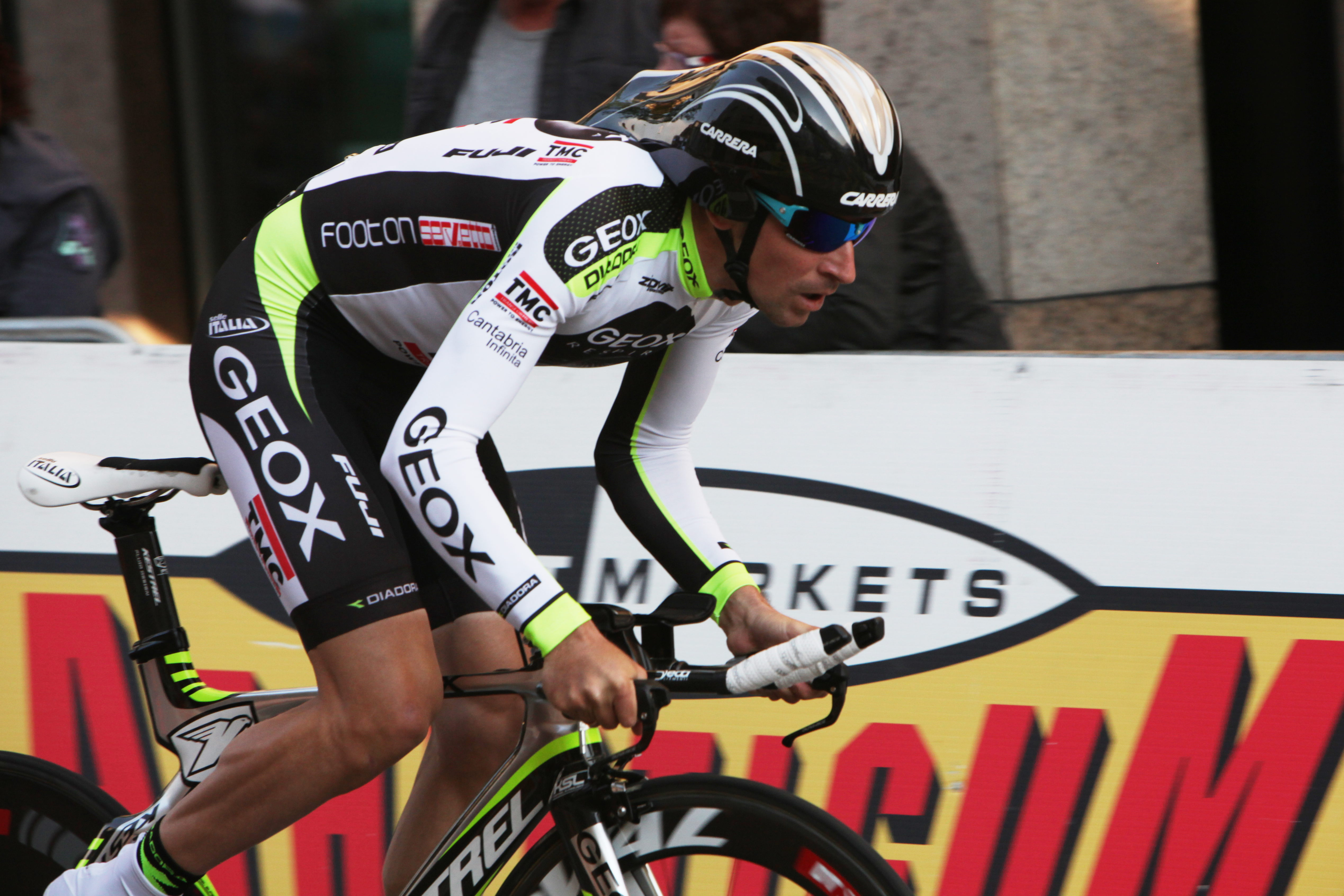
Denis Menchov

### Profesionales
Durante los años 2005-2007 tuvo dos filiales en la última categoría del profesionalismo (categoría Continental) los equipos murcianos del 3 Molinos Resort y Grupo Nicolás Mateos donde estuvieron cedidos algunos de los corredores que años después pasaron al equipo como fue el caso de Beñat Intxausti.

### Amateur
La escuadra de Matxín contaba hasta el convulso 2008 con un equipo filial en el campo amateur llamados con el mismo nombre que el mayor: Saunier Duval y Scott-American Beef. Desde 2009, el equipo satélite del Fuji-Servetto pasó a ser el también cántabro Trasmiera-Fuji, antiguo Noja-Canalsa.
En 2010, gracias a la entrada del nuevo patrocinador Footon en el equipo UCI ProTour Footon-Servetto, el equipo filial pasó a llamarse Trasmiera-Footon-Fuji. Este conjunto estuvo dirigido por Miguel Ángel y Francisco Baldor. Desde este equipo han dado el salto a la escuadra profesional Pedro Merino y Johnnie Walker, mientras que Mario Gutiérrez estuvo a prueba a finales del 2010. Además, los rusos Dimitry Ignatiev y Stanislav Volkov fueron profesionales con el Itera-Katusha, mientras que el israelí Niv Libner con el Amore & Vita.
Este en 2011 fue sustituido por un equipo filial belga más internacional llamado Geox-Fuji Test Team con 32 corredores.

## Material ciclista

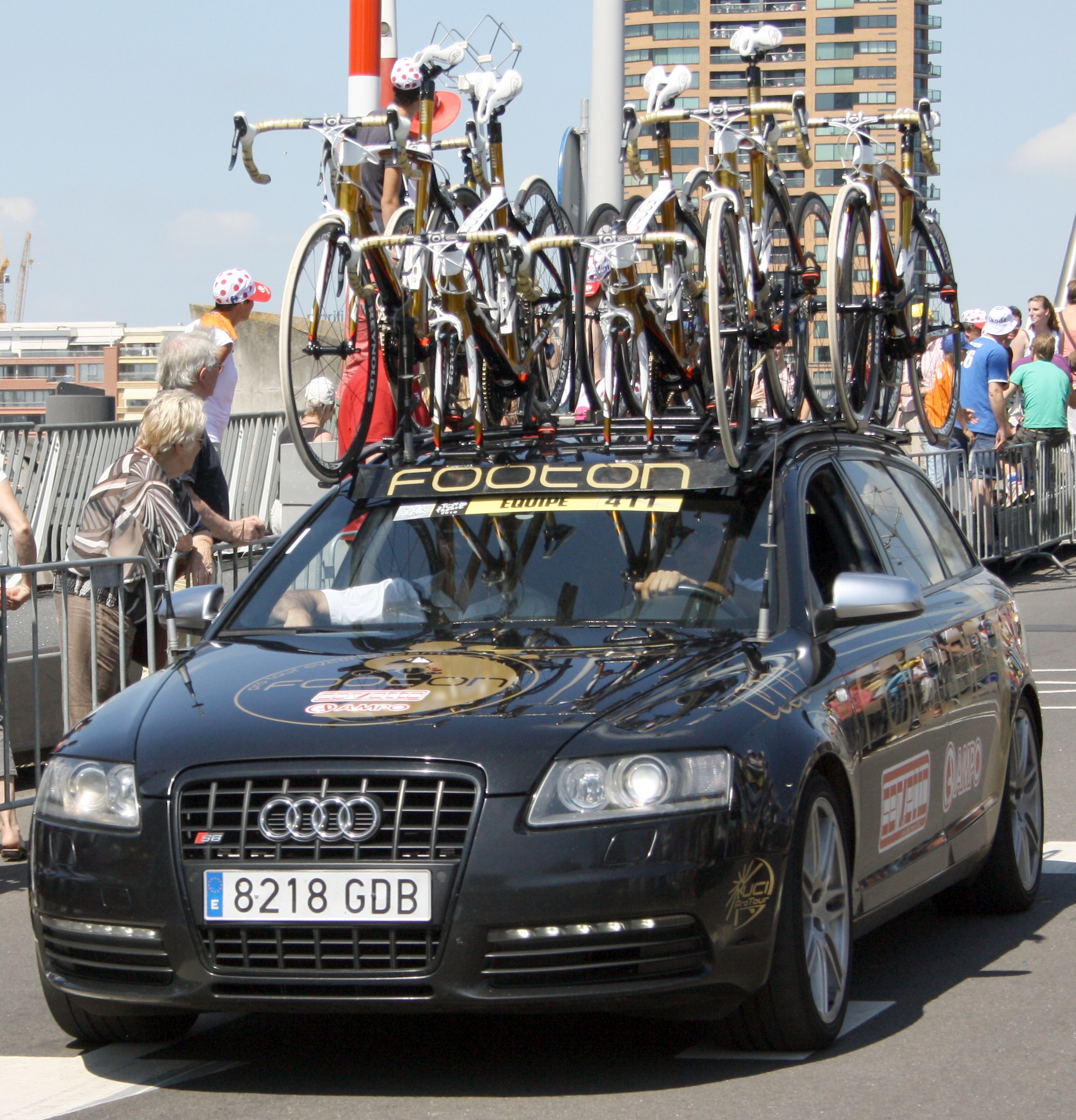
Coche oficial utilizado por el equipo en 2010.

- Bicicletas: Fuji
- Componentes: TIME
- Frenos: TRP
- Ruedas: Reynolds
- Equipación: Giordana
- Sillines: Selle SMP
- Cascos: Limar
- Zapatillas: DMT
- Botellines: Elite
- Cuentakilómetros: Polar Electro
- Ropa de calle: Legea
- Coches: Audi

## Sede
El equipo tiene su sede en Hoznayo, Entrambasaguas (Cantabria, España).

## Clasificaciones UCI
La Unión Ciclista Internacional elaboraba el Ranking UCI de clasificación de los ciclistas y equipos profesionales.
A partir de 1999 y hasta 2004 la UCI estableció una clasificación por equipos divididos en tres categorías (primera, segunda y tercera). La clasificación del equipo y de su ciclista más destacado fue la siguiente:
| Año  | Categoría | Clasificación por equipos | Mejor corredor en la clasificación individual | Posición |
| 2004 | Primera   | 14.º                      | Miguel Ángel Martín Perdiguero                | 13.º     |

A partir de 2005 la UCI instauró el circuito profesional de máxima categoría, el UCI ProTour, donde el equipo está desde que se creó dicha categoría. Las clasificaciones del equipo y de su ciclista más destacado son las siguientes:
| Año  | Clasificación por equipos | Mejor corredor en la clasificación individual | Posición |
| 2005 | 7.º                       | Constantino Zaballa                           | 28.º     |
| 2006 | 9.º                       | José Ángel Gómez Marchante                    | 24º      |
| 2007 | 6.º                       | Riccardo Riccò                                | 14.º     |
| 2008 | 5.º                       | Josep Jufré                                   | 42.º     |

Tras discrepancias entre la UCI y las Grandes Vueltas, en 2009 se tuvo que refundar el UCI ProTour en una nueva estructura llamada UCI World Ranking, formada por carreras del UCI World Calendar; el equipo siguió siendo de categoría UCI ProTour.
| Año  | Clasificación por equipos | Mejor corredor en la clasificación individual | Posición |
| 2009 | 23.º                      | Juanjo Cobo                                   | 72.º     |
| 2010 | 29.º                      | Manuel Antonio Cardoso                        | 148.º    |

Con la reclasificación del equipo como Profesional Continental en la temporada 2011, no tuvo acceso a las clasificaciones del UCI WorldTour, pero si a la de los Circuitos Continentales donde las posiciones que obtuvo fueron éstas:
| Año                      | Clasificación por equipos | Mejor corredor en la clasificación individual | Posición |
| 2010-2011 (America Tour) | 28.º                      | Giampaolo Cheula                              | 229.º    |
| 2010-2011 (Asia Tour)    | 64.º                      | Matteo Pelucchi                               | 283.º    |
| 2010-2011 (Europe Tour)  | 15.º                      | Daniele Ratto                                 | 84.º     |

## Palmarés destacado
Para el palmarés completo, véase Palmarés del Saunier Duval

### Grandes Vueltas
- Tour de Francia
  - 1 victoria de etapa
    - 2008: Juanjo Cobo (10.ª)
- Giro de Italia
  - 8 victorias de etapa
    - 2006: Leonardo Piepoli (13.ª y 17.ª)
    - 2007: Leonardo Piepoli (10.ª), Riccardo Riccò (15.ª), Gilberto Simoni (17.ª), Iban Mayo (19.ª)
    - 2008: Riccardo Riccò (2.ª y 8.ª)
- Vuelta a España
  - 5 victorias de etapa
    - 2004: Leonardo Piepoli (9.ª), Tino Zaballa (19.ª)
    - 2006: Fran Ventoso (3.ª), David Millar (14.ª)
    - 2007: Leonardo Piepoli (9.ª)

### Otras carreras
- Clásica de San Sebastián
  - 2004: Miguel Ángel Martín Perdiguero
  - 2005: Tino Zaballa
- Vuelta al País Vasco
  - 2006: José Ángel Gómez Marchante
  - 2007: Juanjo Cobo

- En este listado se encuentran las victorias de etapa y generales en Grandes Vueltas, carreras de la Copa del Mundo y carreras del UCI ProTour (y sus posteriores denominaciones).

## Principales ciclistas
Para las plantillas del equipo, véase Plantillas del Saunier Duval
| - Miguel Ángel Martín Perdiguero (2004) - Juanjo Cobo (2004-2009 y 2011) - David de la Fuente (2004-2009 y 2011) - Leonardo Piepoli (2004-2008) - Manuele Mori (2004-2008) - Fran Ventoso (2004-2007) - Joaquim Rodríguez (2004-2005) - Tino Zaballa (2004-2005) - Fabian Jeker (2004-2005) - José Ángel Gómez Marchante (2005-2008) - Marco Pinotti (2005-2006) - Íñigo Cuesta (2005) | - Juanma Gárate (2005) - Chris Horner (2005) - Riccardo Riccò (2006-2008) - David Millar (2006-2007) - Gilberto Simoni (2006-2007) - Iker Camaño (2007-2009) - Iban Mayo (2007) - Beñat Intxausti (2008-2009) - Aitor Pérez Arrieta (2010) - Carlos Sastre (2011) - Denis Menchov (2011) |